# 腔襞

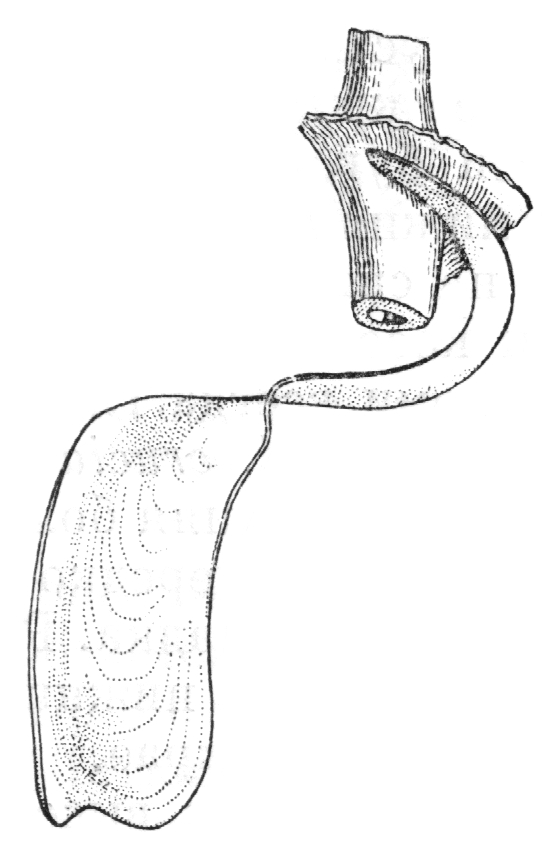
Clausilia dubia的「烟管」構造。

腔襞（Clausilium）是腹足綱烟管蝸牛科物種的螺殻的一種獨特解剖構造，由其殻壁的摺疊形成，是一種石灰質構造，舌形或調匙形，可將其殻口完全關閉，以防止肉食性的甲蟲幼蟲入侵其柔軟的身體。
烟管蜗牛科物種在肺螺類腹足綱軟體動物來說相當特殊，因為牠們大多數的殻口都有稱為「腔襞」的類似「烟管」構造，就像一扇趟門一樣。這種「烟管」與口蓋並不一樣，因為在肺螺類物種都已有外套膜肺，除了两栖螺科物種以外，皆沒有「口蓋」這種構造。

## 形態
腔襞有不同的形態，如「月形腔襞」:116、「倒C形腔襞」:124、「工形腔襞」:118、「平行腔襞」:128等，還可以分為多個部分，如：上腔襞、下腔襞、月形襞及主襞等:116。腔襞有「閉板」及「腔襞板」（clausilium slides）將其封閉：「閉板」是附生於殻軸的板狀構造，而腔襞板則是殻內壁的板狀突起:116，由殻壁摺疊而形成。

## 圖庫

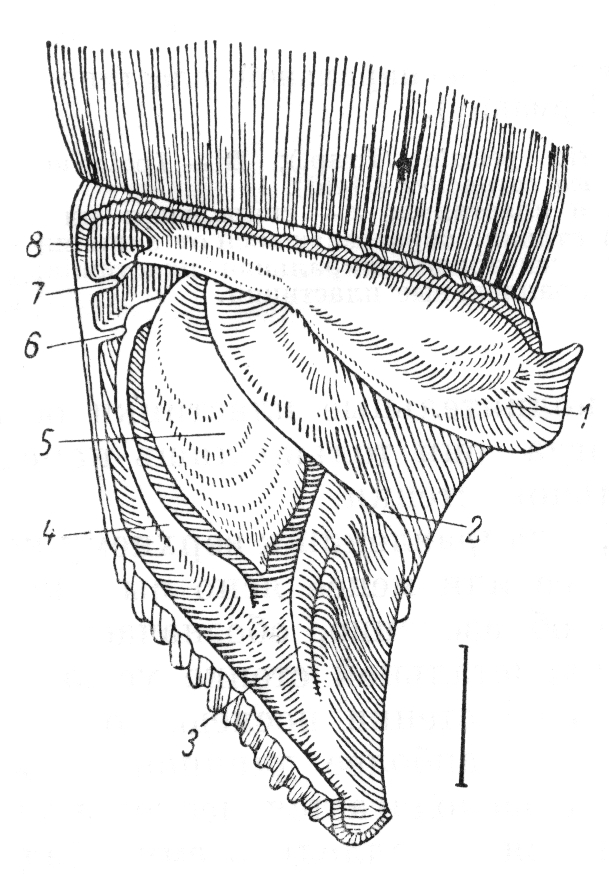
Drawing of the inner shell anatomy of Alinda biplicata shown through a partly broken-open shell. The spoon-shaped end of the clausilium is labelled number 5. Other numbers depicts various plicae and lamellae.
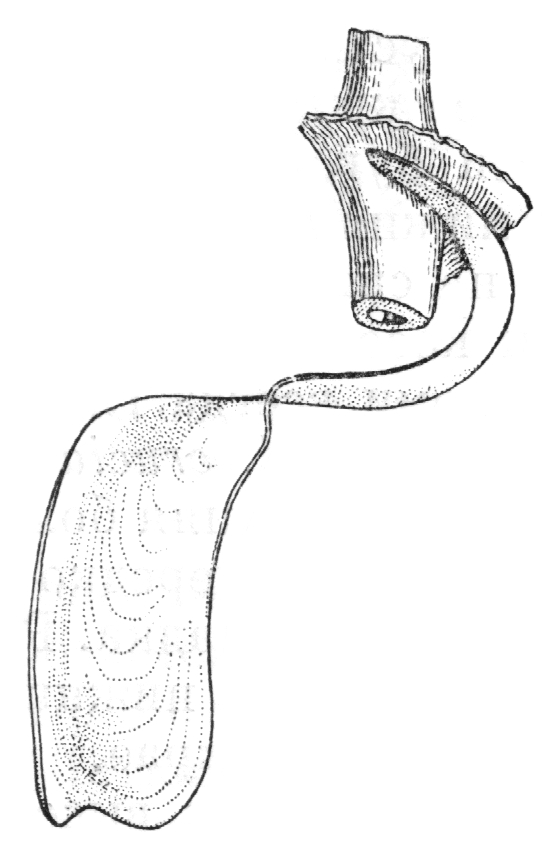
The clausilium of Clausilia dubia, as it articulates with the columella of the shell (upper right).
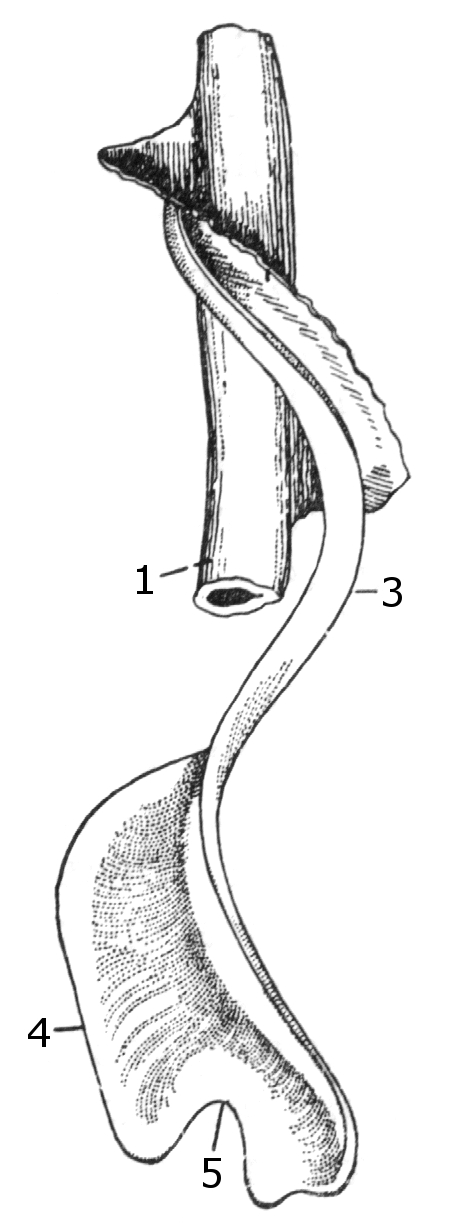
Clausilium of Cochlodina laminata.
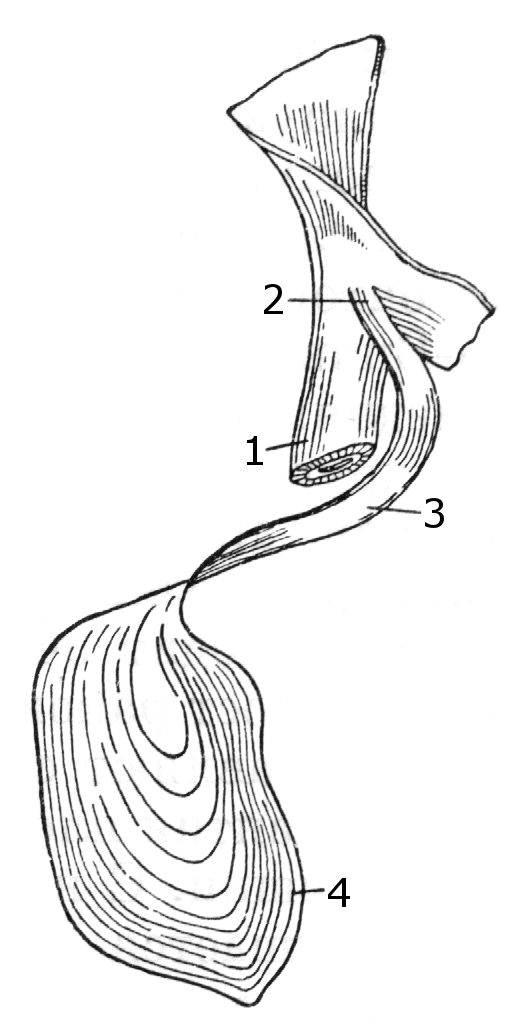
Clausilium of Macrogastra plicatula.